# 谷利
谷利（？—？），表字及籍貫不詳，東漢末年孫權部將。曾參與合肥之戰。

## 生平
谷利奴隶出身，他原本只是侍奉孫權左右的待從，但因其謹直性格而獲孫權賞識，成為親近監。而因他為人忠誠果敢，言不苟且，更得孫權信任和親近。建安二十年（215年）八月，孫權趁曹操身在漢中進攻張魯，親率十萬大軍進攻合肥，發動第二次合肥之戰，谷利亦隨行。但遭到合肥守將張遼的猛烈反擊，各部隊都抵擋不住，士氣盡失，開始潰敗，最終因張遼兵少退回城內而僅僅能穩住局面，重整軍隊並繼續包圍合肥。但及後數日孫權都不能攻破合肥，唯有撤退。張遼發現吳軍撤退，於是率兵追擊，在逍遙津追上吳軍並發生激戰，孫權此時乘部眾在後擋著追兵而騎馬渡河，但因橋面已斷，谷利於是叫孫權抓緊馬鞍和繮繩，稍為控制著馬匹，自己則在後面不斷加鞭，最終令馬匹成功越過斷橋，助孫權脫險。孫權事後即封谷利為都亭侯。
黃武五年（226年），孫權製了一艘大船，起名「長安」並試航至釣台圻，但期間遇到大風，孫權想到羅州但谷利激烈反對，並用劍命人要將船駛向樊口。後孫權問谷利為甚麼這麼怕，谷利卻說是因為不想孫權在大風浪中出意外，影響到東吳全國，故此才那樣做。孫權自此則更為重視他，不再直稱其名而只稱「谷」。

## 三國演義
《三國演義》裡以孫權屬下牙將身分登場，與史實差異不大，後與凌統擋住張遼，孫權脫困後重賞凌統和谷利。